# Kroktjärnarna (Bodsjö socken, Jämtland)
Kroktjärnarna är en sjö i Bräcke kommun i Jämtland och ingår i Ljungans huvudavrinningsområde.